# Andrew Rollins
Pour les articles homonymes, voir Rollins.
Andrew Rollins est un compositeur et producteur.

## Filmographie
Compositeur
- 1995 : Happily Ever After: Fairy Tales for Every Child (série TV)
- 1997 : Joe Torre: Curveballs Along the Way (TV)
- 1998 : My Own Country (TV)
- 1998 : Mr. Music (TV)
- 1998 : The Hughleys (en) (série TV)
- 1999 : Free of Eden (TV)
- 1999 : Amours et rock'n' roll (Shake, Rattle and Roll: An American Love Story) (TV)
- 1999 : The Hungry Bachelors Club
- 2000 : Jailbait (TV)
- 2000 : Hendrix (TV)
- 2002 : AFP: American Fighter Pilot (série TV)

Producteur
- 1999 : Amours et rock'n' roll (Shake, Rattle and Roll: An American Love Story) (TV)
- 2000 : At Any Cost (TV)